# Ole Cavling
Ole Cavling (født 4. december 1898 i København, død 16. januar 1963 i Helsingør) var en dansk journalist, der fra 1924 til 1958 var chefredaktør for Ekstra Bladet.

## Biografi
Ole Cavling var søn af Henrik Cavling og operasangerinde ved Det Kongelige Teater og senere chefredaktør for Hjemmet Valborg Andersen. Han blev sat i pjeje hos en blikkenslagerfamilie på Christianshavn. 
Efter studentereksamen læste han kortvarigt filosofi hos Harald Høffding, men bliver af sin far sendt til London for at rapportere for Politiken. Her samler han idéer om hvordan man laver en moderne avis og har tidligt blik for layoutets betydning. Det bliver aktuelt, da han i 1924, 26 år gammel, overtager chefredaktørposten for Ekstra Bladet, som på det tidspunkt var på randen af lukning med et oplag på 14.000. Han opprioriterede dækningen af sport, erhverv og kultur og ansatte folk som Otto Gelsted, Poul Henningsen, Svend Borberg og Peter de Hemmer Gudme, mens navne som Hans Kirk, Emil Bønnelycke, Tom Kristensen blev tilknyttet som kronikører og anmeldere. Omlægningerne virkeede - helt frem til 1950 voksede oplaget, som da var på 100.000. Derefter gik det dog på ny ned ad bakke med oplaget, og hen mod slutningen af 1950'erne var avisen på ny i krise.
Da Erik Scavenius bliver bestyrelsesformand pålægger han aviserne en neutral linje over for Nazityskland. Det generede ikke Cavling, der ikke havde stærke politiske holdninger. Trods Scavenius' dessiner forsatte Frejlif Olsen dog med at skrive kritiske ledere mod nazismen frem til sin død i 1936, ligesom bladet bragte mange satiretegninger, der hånede Hitler.
Fra 1937 førte han en arbejdsdagbog. De mere end 4.000 håndskrevne ark er opbevaret i Det Kongelige Biblioteks håndskriftsamling. Dagbogen tegner et billede af et menneske, der er både rasende, optimistisk og apatisk.
Ole Cavling var et privat menneske, der ikke ønskede at optræde i hverken Kraks Blå Bog eller telefonbogen.